# لابرژمان-ل-زکسن
لابرژمان-ل-زکسن (به فرانسوی: Labergement-lès-Auxonne) یک کمون در فرانسه با جمعیت ۳۵۰ نفر است که در Canton of Auxonne واقع شده‌است.